# Raoul de Chevry
Raoul de Chevry (Radulphus de Chevriaco ou de Chevrii), est un évêque d'Évreux au XIIIe siècle.

## Biographie
Originaire d'Île-de-France, il est issu d'une famille noble briarde originaire de Chevry.
Chanoine de Paris (1245-1259), il est archidiacre de Paris (1259-1263), chanoine de Rouen (1254-1256), archidiacre de Beauvais (1259-1263), chanoine de Clermont vers 1230,.
Après le départ de Raoul de Grosparmy pour Rome, le siège épiscopal d'Évreux connaît une vacance. Son élection est confirmée le 13 avril 1263 par le pape Urbain IV. Le même jour, sa prébende et archidiaconé à Paris sont conférés à Jean de Monciaco. Il est sacré à Rouen le 29 juillet 1263 par l'archevêque de Rouen Eudes Rigaud. Il prend possession de l'évêché le 31 juillet suivant.
Il est témoin en 1266 avec Eudes Rigaud et Guy de Mello, évêque d'Auxerre, au contrat de mariage de Blanche, fille du roi de France Louis IX avec Ferdinand de la Cerda, fils aîné du roi Alphonse X de Castille.
Il meurt en 1269 et est inhumé dans l'église du prieuré du Val-Saint-Éloi.